# 여수 흥국사 목조지장보살삼존상·시왕상 일괄 및 복장유물
여수 흥국사 목조지장보살삼존상·시왕상 일괄 및 복장유물(麗水 興國寺 木造地藏菩薩三尊像·十王像 一括 및 腹藏遺物)은 대한민국 전라남도 여수시 흥국사에 있는 조선시대의 불상과 복장유물이다. 2008년 6월 27일 대한민국의 보물 제1566호로 지정되었다.

## 개요
여수 흥국사 무사전에 봉안되어 있는 지장보살삼존상을 비롯한 시왕·권속일괄은 1648년(인조 26) 수조각승 인균(印均)을 비롯한 12명의 조각승들이 참여하여 조성한 작품이다. 지장보살상은 동그란 얼굴에 살이 적당히 올랐으며, 부푼 눈두덩 사이로 짧게 치켜 올린 눈이 인상적이다. 단정한 신체에 표현된 옷 주름은 강직한 직선과 부드러운 곡선을 잘 조화시켜 신체의 굴곡과 양감을 잘 살려내었다. 시왕과 권속상은 그들이 지니고 있는 개성적인 특징과 역할을 다양한 표현력과 연출력으로 생동감 있게 묘사하였다.
흥국사 무사전 조각들은 17세기 불상 양식을 잘 반영하고 있을 뿐만 아니라 지장보살삼존을 비롯한 권속들이 모두 존속하고, 조성주체와 조성연대를 알 수 있는 발원문이 존재한다는 점에서 가치를 지니고 있다.

## 지장보살삼존상 및 시왕상 일괄 목록
| 연번 | 명칭                        | 규격                             | 재질 | 비고 |
| ---- | --------------------------- | -------------------------------- | ---- | ---- |
| 1    | 지장보살좌상(본존)          | 높이 132, 무릎폭 88, 대좌높이 10 | 나무 | 본존 |
| 2    | 무독귀왕입상                | 높이 160.5                       | 나무 | 우   |
| 3    | 도명존자입상                | 높이 150                         | 나무 | 좌   |
| 4    | 제2초강대왕의좌상(우1)      | 높이 150                         | 나무 |      |
| 5    | 제4오관대왕의좌상(우2)      | 높이 129                         | 나무 |      |
| 6    | 제6변성대왕의좌상(우3)      | 높이 146                         | 나무 |      |
| 7    | 제8평등대왕의좌상(우4)      | 높이 134                         | 나무 |      |
| 8    | 제10오도전륜대왕의좌상(우5) | 높이 131                         | 나무 |      |
| 9    | 제1진광대왕의좌상(좌1)      | 높이 145                         | 나무 |      |
| 10   | 제3송제대왕의좌상(좌2)      | 높이 155                         | 나무 |      |
| 11   | 제5염라대왕의좌상(좌3)      | 높이 134                         | 나무 |      |
| 12   | 제7태산대왕의좌상(좌4)      | 높이 136.5                       | 나무 |      |
| 13   | 제9도시대왕의좌상(좌5)      | 높이 136                         | 나무 |      |
| 14   | 판관상(우)                  | 전체높이 143, 어깨폭 37          | 나무 |      |
| 15   | 판관상(좌)                  | 전체높이 151.5, 어깨폭 32        | 나무 |      |
| 16   | 사자상(우)                  | 높이 144, 어깨폭 36              | 나무 |      |
| 17   | 사자상(좌)                  | 전체높이 138.5, 어깨폭 28.7      | 나무 |      |
| 18   | 동자상(우)                  | 전체높이 140, 어깨폭 34.5        | 나무 |      |
| 19   | 동자상(좌)                  | 전체높이 142, 어깨폭 32.6        | 나무 |      |
| 20   | 인왕상(우)                  | 전체높이 138                     | 나무 |      |
| 21   | 인왕상(좌)                  | 전체높이 142.5                   | 나무 |      |

## 복장유물 목록
| 연번 | 명칭                | 시대     | 수량 | 규격(cm)        | 재질 |
| ---- | ------------------- | -------- | ---- | --------------- | ---- |
| 1    | 지장보살좌상발원문  | 1648년   | 1    | 78×53.5         | 종이 |
| 2    | 무독귀왕상발원문    | 1648년   | 1    | 70×59           | 종이 |
| 3    | 도명존자상발원문    | 1648년   | 1    | 90×59           | 종이 |
| 4    | 제1진광대왕상발원문 | 1648년   | 1    | 86.5×59         | 종이 |
| 5    | 제2초강대왕상발원문 | 1648년   | 1    | 88.2×59.2       | 종이 |
| 6    | 선동자상발원문      | 1648년   | 1    | 89.5×58.1       | 종이 |
| 7    | 우판관상발원문      | 1648년   | 1    | 89.5×58.3       | 종이 |
| 8    | 판관상발원문(좌)    | 1648년   | 1    | 89.5×58         | 종이 |
| 9    | 우사자상 후령통     | 조선시대 | 1점  | 높이8.94. 폭4.9 | 동   |
| 10   | 우판관상 후령통     | 조선시대 | 1점  | 높이7.4. 폭4.8  | 동   |

## 참고 자료
- 여수 흥국사 목조지장보살삼존상·시왕상 일괄 및 복장유물 - 국가유산청 국가유산포털